# 4sync
4sync（フォーシンク）とはコンピュータ、携帯端末、ウェブ間でファイル同期ができるオンラインストレージである。画像、音楽、映像、ドキュメントなどのファイルに対応した15GBのストレージを提供している。「4syncは世界どこからでもどのデバイスでも保存とアクセスが出来る『無制限』を求める急成長しているアメリカの人々向けに作られている。我々はどんな消費者が持つ、デバイスを使用してもパーソナルクラウドにアクセスできる自由を信じている。」と4syncのアンナ・アニシンCEOは語っている。

## 社史
4syncはサンフランシスコに本社を置いている。バージョン9.07.11時点での名は4shared Syncだった。2011年10月に名称を4syncに変更した。

## 技術
4syncのデスクトップアプリケーションでの登録過程で、ユーザーは電子メードアドレスとパスワードを提供することでアカウントを作成する。ユーザーの電子メードアドレスがそのまま4syncのウェブバージョンにアクセスするためのユーザー名になる。電子メールでの確認で容量を5GB増やせる。4syncをインストールするとマイドキュメントフォルダに4syncのフォルダが作成され標準的なWindowsフォルダと同様の動作をする。ファイルのアップロードした後、ユーザーはファイルの共有や一般公開かユーザーが選んだユーザーのみに公開するか設定ができるリンクを得られる。全てのアップロードファイルは最後にアカウントにアクセスした日から180日後までアクセスできる。

## 機能
4syncのアプリケーションは以下の機能を提供する:
- 15GBのオンラインストレージ[4]
- "Tweet it"オプションで音楽、画像、動画をTwitterに投稿[5]
- ファイル同期履歴
- インターネット接続を使ってデバイス間で同期
- オフラインでファイルを使用
- ファイルの共有と編集

## 対応プラットフォーム
4SyncはMicrosoft Windows、Mac OS、iPhone、iPad、Android、BlackBerry、Symbianに対応している。また、4sync for mobileは携帯端末で直接4syncのアカウントにアクセスできる。

## 協力
デジタルミレニアム著作権法を遵守する形でオンラインファイル共有サービスを行なっている。4syncを悪用した著作権侵害を阻止するため、マイクロソフト、アメリカレコード協会、モスクワ政府セキュリティ委員会、リノタイプGmbH、ビジュアル・サートエクザム・ソフトウェア、ワーナーミュージックブラジル、ボンドウェア、DAZプロダクションズ、iMusica、レジャー・アーツ、ウィチェルト・インポーツほか多数と協働作業を行なっている。

## 多言語対応
アラビア語、中国語、英語、フランス語、インドネシア語、イタリア語、日本語、朝鮮語、マレー語、ペルシア語、ポーランド語、ポルトガル語、ロシア語、スペイン語、タイ語、トルコ語、ベトナム語の計17言語に対応している。

## 競合
- Dropbox
- SugarSync
- Box.com